# Yves Mettler
Yves Mettler (né en 1976 à Morges) est un artiste suisse qui vit et travaille à Berlin.

## Formation
- 2001 Diplôme, Meisterklasse Kogler, Akademie der bilden Künste, Vienne
- 2002 Diplôme, École supérieure des beaux-arts, Genève

## Expositions personnelles (sélection)
- 2007 This is Happening (avec Christian Egger), Galerie Georg Kargl, Vienne
- 2007 Wiederholt winkt uns etwas zu, annex 14. Galerie für zeitgenössische Kunst, Berne
- 2006-2007 Kolonialismus ohne Kolonien? Beziehungen zwischen Tourismus, Neokolonialismus und Migration. Dritter Teil: For Example S, F, N, G, L, B, C. Eine Frage der Grenzziehung, Shedhalle, Rote Fabrik, Zurich
- 2006 Pont Bessière, Prix du jury 2005 (Accrochage [Vaud 2005]), Musée cantonal des Beaux-Arts de Lausanne
- 2006 Manor Kunstpreis, Kunstmuseum St-Gall
- 2005 Isolation critique, Galerie Laurin, Zurich
- 2003 Vom Westland, Haus Westland, Möncengladbach (D)
- 2002 Les Roncières, Espace public, Genève

## Expositions collectives (sélection)
- 2007 L'Europe en devenir, Partie 1, Centre culturel Suisse, Paris
- 2007 Mutamenti, Bellinzona
- 2007 Art en plein air - Môtiers 2007, Môtiers
- 2006 Heimspiel 06. Ostschweizer Kunstschaffen SG, AR, AI, TG, FL und Vorarlberg, Neue Kunst Halle, St-Gall
- 2006 Fluid Artcanal International, Le Landeron
- 2006 Swiss Art Awards 2006, Messe Basel, Basel
- 2005 Mix-m.org, Centre d'art contemporain, Genève
- 2005 Performance, Flaca Gallery, Londres
- 2004 Swiss Art Awards 2006, Messe Basel, Basel
- 2004 Living Room, Kusnthalle Exnergasse, Vienne
- 2003 Swiss Art Awards 2006, Messe Basel, Basel

## Prix
- 2009 : Prix fédéral d'art
- 2006 : Dorothea von Stetten Kunstpreis, Bonn
- 2006 : Prix Kiefer Hablitzel
- 2006 : Atelier de la Pro Helvetia au Caire
- 2005 : Manor Kunstpreis, Saint-Gall
- 2004 : Prix fédéral d'art
- 2004 : Prix Kiefer Hablitzel
- 2003 : Prix fédéral d'art

## Publications
- My Flowers aren't always secrets, monographie publiée à l'occasion des expositions au Kunstmuseum St-Gallen et au Musée cantonal des Beaux-arts de Lausanne, avec des textes (de/fr) de Ralf Beil, Konrad Bitterli, Stephen Zepke et un entretien Peter Hubacher, 72 pages, couleur, Verlag für moderne Kunst, Nürnberg, 2006.